# Rukia Kuchiki
Rukia Kuchiki (朽木 ルキア, Kuchiki Rukia) is een personage uit de Japanse anime- en mangaserie Bleach.

## Achtergrond
Rukia stierf in de echte wereld als baby en is met haar oudere zus Hisana Kuchiki naar Soul Society gestuurd. Hisana probeerde Rukia te verzorgen en te beschermen, maar ze kon niet voor zichzelf en een baby zorgen en liet hierdoor Rukia achter. Toen Rukia opgroeide werd ze vrienden met Renji Abarai en bleven ze bij elkaar om te overleven. Wanneer ze naar de shinigami-academie ging werd ze geadopteerd door de Kuchiki-familie. Hisana, die jaren daarvoor getrouwd is met een Byakuya Kuchiki is gestorven aan een ziekte. Op haar sterfbed heeft ze Byakuya gesmeekt Rukia te vinden en haar te adopteren. Voorwaarde hiervoor was dat Rukia nooit te weten mocht komen dat Hisana met Byakuya getrouwd was. Byakuya hield zijn afspraak tot aan het einde van de Soul Society Arc, waar hij Rukia vertelt over het verleden van Hisana.
Rukia kwam in de 13de divisie terecht en haar krachten maakten haar kandidaat om een seated officer te worden. Byakuya voorkwam dit door zijn positie als captain omdat hij zo'n positie voor Rukia te gevaarlijk vindt. Al blijkt later dat ze wordt gepromoveerd tot luitenant Gedurende die tijd raakte Rukia bevriend met de luitenant van die divisie, Kaien Shiba, en trainde onder hem. Tijdens een missie werd Kaien door een hollow bezeten en was Rukia genoodzaakt om Kaien te vermoorden om zichzelf te beschermen. Terwijl Kaien stervende was verontschuldigde Kaien zichzelf om Rukia in deze situatie te brengen. Rukia bracht zijn lichaam terug naar zijn familie, maar kon de moed niet opbrengen om te vertellen hoe hij was gestorven. Ze deed dit pas nadat ze het verhaal van Hisana had gehoord.

## Persoonlijkheid
Hoewel ze niets kon doen om de dood van Kaien te voorkomen, voelt Rukia zich de hele tijd schuldig. Doordat ze hem meteen doodde in plaats van een manier te zoeken om hem te helpen is ze ervan overtuigd dat ze haar eigen leven meer waard vond dan dat van hem. Het enige wat troost biedt is dat ze hem heeft gered van de totale controle van de Hollow. Dit schuldgevoel heeft ze ook bij Ichigo Kurosaki. Als hij bij haar arrestatie ernstig gewond raakt denkt ze dat hij overlijdt aan zijn verwondingen. Ze gelooft dat ze zijn dood kon voorkomen als ze hem nooit had ontmoet. Rukia verliest haar redenen om te leven en vindt vrede met haar executie.
Door de tijd die ze met Ichigo doorbracht heeft ze hem goed leren kennen. Ze weet hem over zijn twijfels over zichzelf heen te helpen, door te laten zien dat hij een opgedragen taak kan volbrengen als hij er zelf anders over denkt. Rukia's relatie met Ichigo is uniek te noemen voor de korte tijd die ze met elkaar hebben doorgebracht. Ichigo kan op haar vertrouwen en ziet haar als een trouwe vriend doordat ze hem aanmoedigt en begrijpt wat hij doorstaat. Hoewel ze een sterke relatie hebben zeg Tite Kubo dat het nog niet zeker is of het een romantische relatie is.
Een running gag in de serie is het (gebrek aan) tekentalent van Rukia. Als ze iets uitlegt aan iemand tekent ze een kinderlijke tekening om het te verduidelijken. Wat het onderwerp ook is het ziet er meestal uit als Chappy het konijn, waar Rukia fan van is. Ichigo maakt vaak een opmerking over haar tekeningen, maar meestal krijgt hij een klap of een viltstiftstreep in zijn gezicht. Ook is Rukia een van de kleinste personages in de verhaallijn van Bleach, waardoor ze in het begin toen ze bij Ichigo introk zelfs de pyjama van Yuzu heeft gestolen.
Het lijkt er ook op dat ze makkelijker vrienden wordt met de mannelijke personages in Bleach dan met de vrouwelijke, in de mensenwereld is het ook te merken dat ze niet zo goed kan opschieten met haar vrouwelijke klasgenoten. Maar later in Bleach krijgt ze een steeds diepere band met Orihime Inoue.

## Verhaallijnen
Rukia ontmoet Ichigo Kurosaki voor het eerst tijdens een aanval van een Hollow. Nadat ze geblesseerd is moet ze de helft van haar krachten aan Ichigo geven zodat hij de Hollow kan doden en hun levens redden. Als het Ichigo lukt is ze te zwak om terug te keren naar Soul Society en leeft als een mens met Ichigo tot haar Shinigami-krachten zijn teruggekeerd. In Soul Society is er een aanklacht tegen haar ingediend, dus worden Byakuya Kuchiki en Renji Abarai op een missie gestuurd om Rukia te vinden en terug te brengen naar Soul Society. Als Rukia terug is in Soul Society krijgt ze de doodstraf omdat ze haar shinigamikrachten heeft overgebracht aan een mens. Ichigo komt op tijd in Soul Society om haar executie te stoppen en haar in veiligheid te brengen.
Als Rukia ontsnapt is ze gestopt door Sosuke Aizen en zijn handlangers. Aizen had eigenhandig haar executie geregeld omdat in haar ziel de Hogyoku zit. Een uitvinding van Kisuke Urahara zorgt ervoor dat de scheiding tussen Hollows en Shinigami ongedaan kan worden gemaakt. Aizen hoopte dat haar executie hem de Hogyoku zou opleveren, maar hij vindt een oplossing die Rukia minder fataal wordt. De Hōgyoku komt in handen van Aizen en hij gaat met zijn handlangers naar Hueco Mundo en Rukia wordt vrijgesproken. Met de Hōgyoku weet Aizen Arrancars te creëren die Ichigo en zijn vrienden aanvallen in de mensenwereld. Rukia en een groep andere Shinigami worden naar de mensenwereld gestuurd om te vechten tegen de Arrancars. Nadat Orihime Inoue gevangen is genomen door Aizen worden de Shinigami teruggeroepen naar Soul Society
Om Orihime te redden van Aizen gaat Rukia samen met Ichigo haar redden in Hueco Mundo. Daar treft ze 9de Espada Aaroniero Arruruerie die zegt de ziel te hebben van Kaien Shiba. Bedroefd dat ze haar mentor niet van de Hollow had gered zoals ze altijd dacht, vermoordt Rukia Aaroniero zodat Kaien eindelijk vrij kan zijn. Rukia is na dat gevecht hevig gewond, en ze is pas behandeld als Soul Society hulp stuurt.
17 maanden later, wanneer Ichigo zijn Shinigami-krachten probeert terug te krijgen, is Rukia Luitenant van de 13de divisie geworden. Rukia is degene die Ichigo zijn krachten teruggeeft door het met een speciaal zwaard door te borst te steken.

## Krachten
Aanvankelijk gebruikt Rukia alleen haar kidō-spreuken, die ze gebruikt voor vastzetten, helen en aanvallen. In het begin van de serie zijn haar spreuken beperkt, zwak en een kleine verscheidenheid door de grote kracht die Ichigo van haar heeft overgenomen. Na het terugkeren in Soul Society kan ze spreuken gebruiken die ze voorheen ook kon gebruiken zoals twee spreuken snel op elkaar laten volgen en twee spreuken tegelijkertijd gebruiken. Rukia's vaardigheid in kido is zeer groot vergeleken bij andere shinigami's. Haar kidō overtreft haar vaardigheid met haar Zanpakutō.
Rukia's Zanpakutō heet Sode no Shirayuki (袖の白雪 of 袖白雪). De Shikai wordt geactiveerd met het commando dance. In de Shikai wordt het zwaard helemaal wit en een lint vormt zich vanuit de pommel, wat het de titel mooiste sneeuw en ijs-type zanpakuto oplevert. Sode no Shirayuki gebruikt ijsaanvallen, elke van die drie heten dances. First dance, white moon (初の舞・月白) maakt een cirkel rond het gebied waar Rukia's tegenstander is en vriest daar vanaf de grond omhoog alles vast. The next dance, white ripple(次の舞・白漣) vuurt een grote golf van ijs van het blad van de Zanpakutō. Third dance, white sword (参の舞・白刀) is de laatste aanval die Rukia alleen kan uitvoeren als haar Zanpakutō gebroken is, het heelt de Zanpakutō met ijsstukjes en doorspietst en vriest alles vast wat in de nabijheid is. Na haar training met Squad Zero  lukt het Rukia om het volste potentieel van Sode no Shirayuki te verwezenlijken. Hiermee is Rukia in staat haar eigen lichaamstemperatuur te verlagen, waardoor ze lichamelijk essentieel dood gaat. Ze kan haar temperatuur tot het absolute nulpunt verlagen, maar dit is gevaarlijk voor haar.
Rukia's Bankai heet Hakka no Togame (白霞罸), als het geactiveerd wordt wordt de omgeving rondom haar onmiddellijk bevroren. Gewoon de activatie zelf is sterk genoeg om Sternritter "F", Äs Nödt, te doden. In haar Bankai veranderen Rukia's huidige kleren in een lange, witte, gedecoreerde Kimono en wordt haar haar wit. Rukia's gehele lichaam bevriest ook. Haar Bankai is zo sterk, dat het ook gevaarlijk is voor haarzelf. Ze moet zeer voorzichtig zijn in haar bewegingen en moet haar Bankai zeer langzaam aan deactiveren. Als ze dit niet doet, kan haar bevroren lichaam barsten.

## Dark Rukia
In de derde Bleach film, Fade to black, wordt Rukia tijdelijk Dark Rukia. In plaats van haar zanpaktou heeft ze dan een grote zeis die ze vast heeft met één hand. Ook haar outfit is totaal anders, en ze heeft blote voeten. Haar haar is iets lichter geworden, net zoals haar ogen die er ook anders uitzien. Als ze Dark Rukia is vecht ze anders en heeft ze andere krachten.